# 罗织经
《罗织经》是中国武周时期大臣来俊臣和万国俊撰写的一本有關刑訊的书，内容被指讲述如何栽赃陷害，罗织罪名。来俊臣在書中表示首先要确定打擊对象，二是告密检举，三是等候上司批复，四是逮捕，五是逼供，此外還要编造犯人口供。
《罗织经》失傳已久。21世紀初，中國某些出版社再次出版《罗织经》，宣稱是來自日本的抄本，但被人指稱內容實為現代人偽造，並非原著。